# Новосретенка
Новосре́тенка — село в Бичурском районе Бурятии. Административный центр сельского поселения «Новосретенское».

## География
Расположено у южного подножия Заганского хребта на правом берегу речки Малый Гутай, правой составляющей реки Гутай, в 9 км к северу от места впадения Гутая в Хилок, в 19 км к северо-востоку от районного центра — села Бичура.

## Население
| 2002 | 2010 |
| ---- | ---- |
| 698  | ↘573 |

## Религия
В 2015 году на средства уроженцев села построен старообрядческий храм Сретения Господня.